# Xylophrurus tumidus
Xylophrurus tumidus là một loài tò vò trong họ Ichneumonidae.